# Stimmhafter alveolarer Vibrant
Ein stimmhafter alveolarer Vibrant bezeichnet in der Phonetik einen stimmhaften konsonantischen Schwinglaut, der am oberen Zahndamm (dem Wulst hinter den oberen Schneidezähnen), dem Alveolarfortsatz, gebildet wird. Dazu berührt die Zungenspitze den oberen Zahndamm leicht und wird durch darüberströmende Luft zum Schwingen gebracht. Je nach Weite der Mundöffnung entsteht so das „stimmhafte S“ oder das sogenannte „rollende R“; letzteres wird auch als „Zungenspitzen-R“ oder „Zungen-R“ bezeichnet. Beide Laute sind stimmhaft-alveolare Vibranten. Der S-Laut wird dabei als Frikativ, der R-Laut als Approximant klassifiziert.

## Realisierung in diversen Sprachen
Lautliche und orthographische Realisierung des stimmhaften alveolaren Vibranten in verschiedenen Sprachen:
- In einigen Varietäten der deutschen Standardsprache ist das [⁠r⁠] der übliche r-Laut, etwa in der Schweiz, in Siebenbürgen sowie oft in Bayern, Österreich und Südtirol. Ferner ist es auch unter der älteren Bevölkerung auf ursprünglich niederdeutschem Gebiet verbreitet. In der hochdeutschen Standardlautung ist er neben dem stimmhaften uvularen Frikativ und dem uvularen Vibranten eine der drei Realisierungen des /r/.
  - Beispiele: rot [ roːtʰ] , Haar [ haːr]
- Spanisch [⁠r⁠]: Gekennzeichnet durch rr sowie durch r am Wortanfang als auch am Silbenanfang, wenn es auf n, l oder s folgt (In vielen spanischen Wörterbüchern wird das Zeichen r jedoch für den stimmhaften alveolaren Tap verwendet, während der Digraph rr den stimmhaften alveolaren Vibranten bezeichnet.)
  - Beispiele: perro [ˈpero] (Hund), rey [ˈrej] (König), Israel [israˈel] (Israel).

Das Symbol /⁠r⁠/ wird in der deutschen und der internationalen Literatur bei der IPA-Lautschrift-Angabe zur Bezeichnung eines Phonems benutzt, das je nach Sprache eine Vielzahl unterschiedlicher r-Laute bezeichnen kann.
In Sprachen, wo standardsprachlich nur die Aussprache des r als stimmhafter alveolarer Vibrant akzeptiert ist, wird eine anderweitige Aussprache als Dyslalie (Rhotazismus) wahrgenommen und dementsprechend logopädisch behandelt.